# Ненад Бјековић
Ненад Бјековић (Лазарево, 5. новембар 1947) је бивши југословенски и српски фудбалер и дугогодишњи спортски директор.

## Каријера
Каријеру почиње у клубу Задругар из Лазарева, његовог родног села. Након одличних утакмица долази у Пролетер. Истакавши се као талентован нападач у екипи ФК Пролетер из Зрењанина, за који је с великим успехом играо четири сезоне (1965—1969), пуну играчку афирмацију достигао је у београдском Партизану у чијем је дресу до 1976. одиграо укупно 379 утакмица и постигао 191 гол.
Био је најбољи лигашки стрелац у првенству 1975/76. године са 24 поготка и тада је у последњој утакмици, против Олимпије у Љубљани (1:0), постигао једини гол и овај је одлучио да Партизан освоји шампионски трофеј. С великим успехом је играо за француску екипу ОГЦ Ница (1976—1981), у којој је био најбољи стрелац.
Уз четири утакмице за младу репрезентацију (1968—1970), одиграо је и 22 утакмице за најбољу селекцију Југославије, за коју је постигао четири гола. Дебитовао је 19. децембра 1968. на утакмици против Бразила (2:3) у Бело Хоризонтеу, а од дреса с државним грбом опростио се 24. фебруара 1976. у пријатељском сусрету против Алжира (2:1) у Алжиру.
Посветивши се тренерском позиву, неколико година је био члан стручног штаба београдског Партизана. Кад је Милош Милутиновић изабран за савезног капитена, од 20. августа 1984. налазио се на челу стручног штаба „црно-белих”.

## Функционер
Ненад Бјековић постао је директор ФК Партизан у јесен 1990. Током 17 година пословања и рада на месту спортског директора створио је једну од најуспешнијих епоха у клупској историји  У том периоду Партизан је преузео примат Црвеној звезди у српском фудбалу и постао синоним успешности упркос санкцијама кроз које је пролазила тадашња Југославија, касније Србија и Црна Гора, односно Србија. Ангажовање Ивице Осима за тренера био је први Бјековићев потез уз који су сврстани и ангажмани Славише Јокановића, Џонија Новака, Будимира Вујачића, Вујадина Станојковића, Гордана Петрића, Златка Заховића... Та генерација освојила је Куп 1992, а у наредној сезони и то под вођством новог тренера Љубише Тумбаковића и шампионску титулу. Форсирање деце из Омладинске школа Партизана - била је стратегија која је Партизану донела богатство у том периоду Бјековићевог оперативног шефовања. Партизан је шампионске титуле освојио 1992/93, 1993/94, 1995/96, 1996/97, 1998/99, 2001/02, 2002/03, 2004/05. Уз осам титула првака Србије и четири Купа, Ненад Бјековић остаће упамћен и као функционер који је у српском фудбалу први ангажовао иностраног тренера - легендарног немачког репрезентативца, вишеструког најбољег фудбалера и спортисту Европе и света - Лотара Матеуса. Ангажовањем Матеуса и довођењем Тариба Веста, Љубинка Друловића, Томажа Жонсе, Ненад Бјековић је створио моћан - Партизан који је у лето 2003. године постао први наш клуб који се пласирао у групну фазу Лиге шампиона. Наредног лета, Партизан је постао и први српски клуб који је изборио пласман у новоформирано такмичење Лигу УЕФА. Због лоших резултата Партизана у сезонама 2005/06 и 2006/2007. навијачи Партизана су тражили његову смену, као и смену председника ФК Партизан Ивана Ћурковића и генералног секретара Жарка Зечевића. Бјековић је поднео оставку на место спортског директора 16. маја 2007, али је именован за саветника председника за спортска питања.

## Трофеји

### Играчка каријера
- Партизан
  - Првенство Југославије (1) 1975/76.

### Тренерска каријера
- Партизан
  - Првенство Југославије (2) 1985/86. 1986/87.

## Лични живот
Пре потписивања за Партизан, као играч Пролетера из Зрењанина, био је навијач Црвене звезде. Његов син (Ненад Бјековић јуниор) је такође био фудбалер.